# Les Hunter (cầu thủ bóng đá)
Leslie Hunter (sinh ngày 5 tháng 1 năm 1958) là một cựu cầu thủ bóng đá chuyên nghiệp người Anh thi đấu ở vị trí trung vệ.

## Sự nghiệp
Sinh ra ở Middlesbrough, Hunter từng thi đấu cho Chesterfield, Scunthorpe United, Lincoln City và Matlock Town.